# ده‌خیر (شاهرود)
ده‌خیر یکی از روستاهای شهرستان شاهرود در استان سمنان ایران است.
این روستا در دهستان خرقان در بخش بسطام جای دارد. جمعیت روستای ده‌خیر بر پایه نتایج سرشماری سال ۱۳۸۵ برابر با ۱۸۲ نفر (۳۹ خانوار) بوده است.